# François Endene
François Herbert Endene Elokan (Yaoundé, 20 oktober 1978) is een Kameroens voormalig voetballer die uitkwam Cần Thơ F.C. in Vietnam. Eerder speelde hij onder andere voor Raja Casablanca, Al-Ahly, Chengdu, Podbeskidzie Bielsko-Biała, Pogoń Szczecin, ŁKS Łódź, KS Besa Kavajë en Thể Công. Elokan is in het bezit van een Mexicaans paspoort.

## Clubs
| Club                                       | Land    | Jaar      |
| ------------------------------------------ | ------- | --------- |
| Cachorros de la Universidad de Guadalajara | Mexico  | 1995-1998 |
| Jaguares de Colima                         | Mexico  | 1998-1999 |
| Reboceros de La Piedad                     | Mexico  | 1999-2001 |
| Atlético Yucatán                           | Mexico  | 2001-2002 |
| Raja Casablanca                            | Marokko | 2002-2004 |
| Podbeskidzie Bielsko-Biała                 | Polen   | 2004-2005 |
| Pogoń Szczecin                             | Polen   | 2005      |
| ŁKS Łódź                                   | Polen   | 2006      |
| KS Besa Kavajë                             | Albanië | 2006-2008 |
| Thể Công                                   | Vietnam | 2009      |
| T&T Hà Nội                                 | Vietnam | 2009-2010 |
| Hòa Phát Hà Nội                            | Vietnam | 2010      |
| Navibank Saigon F.C.                       | Vietnam | 2011      |
| Cần Thơ F.C.                               | Vietnam | 2011-2012 |